# Горовце (район Михайлівці)
Горовце (словац. Horovce, угор. Hór) — село, громада в окрузі Михайлівці, Кошицький край, Словаччина. Кадастрова площа громади — 13,08 км². Населення — 832 особи (за оцінкою на 31 грудня 2017 р.; 99 % — словаки).

## Історія
Вперше згадується 1347 року як Hoor.
JRD засновано 1949 року.

## Географія
Село розташоване на висоті 111 м над рівнем моря. Протікають Трговіштський потік і Правобережний канал.

## Населення
| Рік:            | 1994. | 2004.  | 2014.   | 2024.   |
| --------------- | ----- | ------ | ------- | ------- |
| Кількість осіб: | 875   | 896    | 859     | 879     |
| Різниця:        |       | +2,4 % | -4,12 % | +2,32 % |

| Рік:            | 2023. | 2024.   |
| --------------- | ----- | ------- |
| Кількість осіб: | 869   | 879     |
| Різниця:        |       | +1,15 % |

## Інфраструктура
В селі є бібліотека та футбольне поле.